# Tulchyn
Tulchyn (tiếng Ukraina: Тульчин) là một thành phố của Ukraina. Thành phố này thuộc tỉnh Vinnytsia. Thành phố này có diện tích ? km2, dân số theo điều tra dân số năm 2001 là 16136 người.